# شادکامان دره قره‌سو
شادکامان دره قره‌سو رمانی از علی‌محمد افغانی نوشته شده در ۱۳۴۵ است.
این رمان عاشقانه، دارای درونمایه‌هایی اجتماعی است.

## خلاصه
"شخصیت اصلی این رمان پسری 19 ساله به نام بهرام است که در روستایی کوچک زندگی می‌کند. پدر او به دستور بدیع‌الملک‌خان (از شخصیت‌های رمان) مشغول ساختن سدی روی رودخانه قره‌سو در کرمانشاه است. بهرام که دلباخته سروناز، دختر بدیع‌الملک است، به دیدار پدرش می‌رود. این دو بارها همدیگر را ملاقات می‌کنند و شایعاتی هم درباره ارتباطشان سر زبان‌ها می‌افتد."

## ترجمه
رمان شادکامان درۀ قره‌سو توسط سید رسول حسینی (ریوار) به زبان کُردی (سورانی) ترجمه شده و توسط انتشارات خانی در سقز به چاپ رسیده‌است.